# Кузнєцов Матвій Сидорович
 Кузнєцов Матвій Сидорович (рос. Кузнецов Матвей Сидорович; 2 серпня 1846, Дульово — 8 лютого 1911, Москва) — російський промисловець, підприємець, фабрикант наприкінці XIX — напочатку XX століть, власник «Товариства М.С. Кузнєцова», комерції радник.

## Біографія і виробнича діяльність
Матвій Сидорович походив з відомої родини фабрикантів та підприємців Кузнєцових, яка спеціалізувалася на виробництві виробів з порцеляни та фаянсу. Батьківщиною родини Кузнєцових було село Гжель, де з XVIII століття була доволі високо розвинена керамічна справа. Засновником найбільшої в Росії порцелянової династії був Яків Васильович Кузнєцов (1761—1816/1823), старообрядець, виходець з державних селян гжельської волості, який займався гончарною справою, а також торгував лісом. Він відкриває перший «кузнєцовський» завод з виробництва кераміки. Поступово підприємство розширювалося і Яків Васильович залучає до справи своїх синів: Терентія (1781—1848) і Онисима (1786 — після 1850). До 1812 року завод працював на повну потужність. У 1832 році у Володимирській губернії в пустоші Дульово було відкрито другий завод. У 1840—1850 роках Терентій Якович купує завод, який раніше належав Сафронову, в селі Коротково. Приблизно в цей час Кузнєцови будують поблизу Риги (Ліфляндська губернія) новий завод. У 1853 році відбувся поділ майна між спадкоємцями Терентія і Онисима Яковичів: сини Терентія Яковича, Сидор і Омелян, взяли заводи в Дульово і Ризі. Справи у синів Онисима Яковича, Миколи і Адріана, розвивалися не так успішно, як у Сидора Терентійовича (1806-1864), який зумів розвинути справу своїх батька і діда.
У родині підприємця Сидора Терентійовича Кузнєцова в 1846 році народжується син Матвій — майбутній «порцеляно-фаянсовий король» Російської імперії. Матвій Сидорович був єдиним сином у родині. У 1861 році Матвія було відправлено вчитися в комерційне училище в Ризі. У той же час він проходив виробничу практику на Ризькому заводі, набирався досвіду та вчився мистецтву керування.

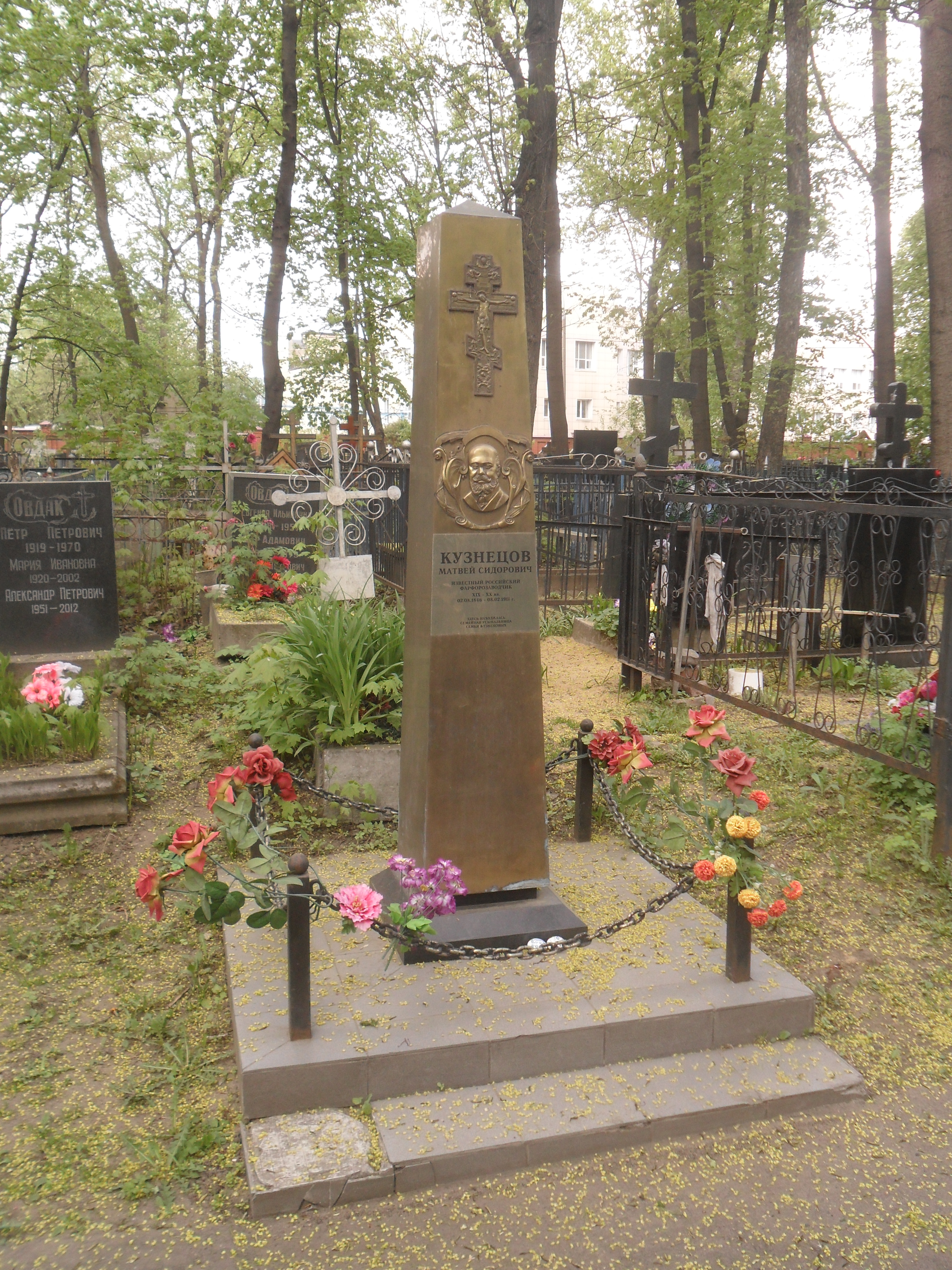
Могила Кузнєцова на Рогозькому цвинтарі (Москва)

Після смерті батька у 1864 році Матвій Сидорович став керувати батьківськими справами, але під опікою трьох зятів (чоловіків його двох старших сестер і однієї молодшої сестри) — М. В. Анісімова, А. Я. Щепетильникова і С. В. Балашова — до свого повноліття. З 1867 року Матвій Сидорович став повновладним власником батьківського спадку.
У 1867 році Матвій Сидорович засновує фаянсову фабрику в селі Байрак Харківської губернії. У 1886 році фаянсову фабрику перенесено з села Байрак до села Буди. У 1887 році почала роботу «Ново-Харківська фабрика М. С. Кузнєцова в селі Буди». Будянський завод був четвертим заводом, який увійшов у «Товариство виробництва порцелянових та фаянсових виробів М. С. Кузнєцова».
У 1882 році Кузнєцов узяв участь у Всеросійській художньо-промисловій виставці в Москві. Будучи представленим імператору  Олександру III, він подарував імператриці Марії Федорівні порцеляновий чайний сервіз, що їй сподобався. Незабаром, у 1883 році, Кузнєцова було нагороджено орденом святого Станіслава 3-го ступеня. Будівництво на Ризькій фабриці каплиці, названої в пам'ять 25-річчя царювання імператора Олександра II, принесло йому в грудні 1887 року орден святої Анни 3-го ступеня.
З 1902 року М. С. Кузнєцов — «Постачальник Двору Його Імператорської Величності».
Товариство М. С. Кузнєцова володіло торговим домом у Москві на М'ясницькій вулиці, 8, побудованим у 1898—1903 роках за проєктом архітектора Ф. О. Шехтеля. На заводах Кузнєцова працювали 1300 постійних і 4000 тимчасових робітників. Склади Товариства перебували в десяти найбільших містах імперії. Продукція «порцелянової імперії Кузнєцових» відрізнялася високою якістю і була відзначена Великими золотими медалями на виставках у Парижі (1900) і Ташкенті (1890), дипломами Гран-прі на виставках у Парижі (1900) і Реймсі (1903), медалями різних достоїнств у наступні роки. Порцелянові та фаянсові вироби Товариства мали великий попит у Туреччини, Ірані, Болгарії, Японії, США, Австрії, Індії та інших країнах.
За якістю робіт Кузнєцови пильно стежили. Особливо уважно ставилися до якості сировини, на яку (при постійній економії) не шкодували грошей. Перш ніж купити чергову партію матеріалу, завжди очікували результату проб. Микола Матвійович Кузнєцов рекомендував у 1904 році замінити глину марки «57» на «А»: «Остання, хоч і дорожче на 7 копійок (за пуд), але біліше». Кузнєцовський товар був орієнтований на споживачів різного достатку з урахуванням їхніх уподобань.
У сфері управління Матвій Сидорович Кузнєцов використав цікавий метод: директори на Кузнєцовських заводах змінювалися що два роки по старшинству вступу на посаду. Кузнєцови прагнули до об'єднання всіх «керамістів» Росії, стали організаторами в 1906 році з'їзду порцелянових і фаянсових фабрикантів. Усім своїм конкурентам — Барміним, Храпунову, своєму родичу І. Е. Кузнєцову, Курінову, Дунашову, Жадіну, Попіхіну — Товариство М. С. Кузнєцова розсилає запрошення. На самому з'їзді «керамісти» приймають певні галузеві рішення, зокрема й про створення Союзу порцеляністів та об'єднання його із Союзом склопромисловців. У 1909 році М. С. Кузнєцов бере на себе координаційну роботу з об'єднання цих Союзів.
Усі без винятку Кузнєцови були членами старообрядницької громади Рогозького кладовища, а Матвій Сидорович — головою цієї громади. Фабриканти Кузнєцови при прийомі на роботу віддавали перевагу старообрядцям. У своїх фабричних селищах вони побудували 7 старообрядницьких церков, 4 молитовні будинки, 6 шкіл, 7 лікарень, богадільню, кілька спортивних плаців, лазень і багато іншого (також було створено спеціальну касу «наречених» на кузнєцовських підприємствах). Але старообрядець Кузнєцов враховував і інтереси своїх православних робітників. В основному на його гроші й на його землі був побудований перший дерев'яний храм Іоанна Богослова в Дульово Володимирської губернії. Пізніше знову ж на його гроші було споруджено кам'яний храм.
Матвій Сидорович помер раптово, від апоплексичного удару 8 лютого 1911 року в Москві. Похований на Рогозькому кладовищі в Москві.

## Родина
Одружений М. С. Кузнєцов був на Надії Вуколовні (до одруження Мітюшина) (1846—1903). У родині було восьмеро синів і дві дочки:
- Клавдія (1867—1936)
- Микола (1868—1938)
- Сергій (1869—1945)
- Олександр (1870—1937)
- Костянтин (1873—1874)
- Георгій (1875—1941)
- Іван (1874—1898)
- Павло (1877—1902)
- Михайло (1880—1938)
- Ганна (1882—1964)

Діти й онуки Матвія Сидоровича керували фірмою аж до 1918 року, коли Кузнєцови були змушені виїхати до Риги, оскільки їхнє подальше перебування в радянській Росії було небезпечним. У 1920 році був засуджений ВЧК на 15 років Микола Миколайович, онук Матвія Сидоровича. Під хвилю репресії потрапили також Георгій Матвійович з племінником Миколою Олександровичем. Вони були заарештовані як «латвійські шпигуни» за листування з родичами і разом з дружинами заслані в Сибір. Після окупації Латвії Радянським Союзом (1940) підприємство Кузнєцових було націоналізовано. Наприкінці 1940 року директором фабрики призначено Г. Г. Круглова, колишнього кузнєцовського хіміка. Підприємство ввійшло до тресту силікатної промисловості Наркомату місцевої промисловості Латвійської РСР.